# Gąska (herb szlachecki)
Gąska (Anser, Budzisz, Paparona) – herb szlachecki.

## Opis herbu
W polu błękitnym gęś srebrna siedząca na kępie trawy zielonej. Klejnot: pięć piór strusich.

## Najwcześniejsze wzmianki
Najstarszy zapis pochodzi z 1402 r. o Janie z Wodzieradów z klejnotu Gąski, który stanął na rokach ziemskich w Sieradzu. Najstarsza pieczęć 1501 r. Przypuszczalnie ród wywodzi się z Gąsek w ziemi sieradzkiej.

## Herbowni
Bildzieszewski, Budziłowicz, Budzisz, Budziszewski, Budźko, Bujnowski, Bury, Burych, Chodowski, Choduski, Chołodowski, Dawibiński, Galin, Gorliszewski, Gąska, Hanaszewski, Jachlicki, Jaczyc, Jarogłowski, Kałuwur, Kamionomojski, Nienidzki, Niewodzki, Papara, Parpura, Parzniewski, Parzniowski, Pstrokoński, Rawil, Rzekiecki, Rzekocki, Szydłowski, Wadoracki, Wodziniecki, Wojucki, Woszczenko, Wuydzyn.